# キーエンス
株式会社キーエンス（英: KEYENCE CORPORATION）は、大阪府大阪市東淀川区東中島に本社を置く、自動制御機器（PLCと周辺機器）、計測機器、情報機器、光学顕微鏡・電子顕微鏡などの開発および製造販売を行う企業。東証プライムに上場。日経平均株価およびTOPIX Core30、JPX日経インデックス400の構成銘柄の一つ。

## 概要
創業者で現名誉会長の滝崎武光が、1974年（昭和49年）に兵庫県尼崎市で「リード電機」として設立、1986年（昭和61年）に社名を "Key of Science" に由来する「キーエンス」（KEYENCE）に変更した。本社・研究所は大阪市東淀川区、新大阪駅の近くにある。
海外売り上げ比率は50%を超える。現在、世界44カ国・200拠点で事業を展開している。2021年の国内企業の時価総額ランキングでは、トヨタ、ソニーグループ、に次いで国内3位になるなど日本を代表する優良企業であり、『カンブリア宮殿』などのテレビ番組でも取り上げられた。
2009年（平成21年）4月3日に、ジャストシステムとの資本・業務提携を行うと発表した。第三者割当て増資により、ジャストシステムはキーエンスの持分法適用会社となる。
1989年からキーエンスホビー事業チームがキーエンス ジャイロソーサーを開発、一般向けのラジコンとして販売を行っていたが、2013年に株式会社アキュヴァンスに譲渡されている。

## 沿革
- 1974年 - リード電機株式会社設立。
- 1985年 - アメリカ現地法人設立。
- 1986年 - 株式会社キーエンスに社名変更。
- 1987年 - 大阪証券取引所市場第2部上場。
- 1989年 - 東京証券取引所市場第2部上場。
- 1990年
  - ドイツ現地法人設立。
  - 大阪証券取引所市場第1部上場。
  - 東京証券取引所市場第1部上場。
- 1993年
  - 韓国現地法人設立。
  - イギリス現地法人設立。
- 1994年 - 本社・研究所新社屋竣工。
- 1996年 - シンガポール現地法人設立。
- 1997年 - マレーシア現地法人設立。
- 1998年
  - フランス現地法人設立。
  - タイ現地法人設立。
- 1999年 - 台湾現地法人設立。
- 2001年
  - 香港現地法人設立。
  - 東京研究所開設
  - 上海現地法人設立。
- 2003年 - イタリア現地法人設立。
- 2004年 - カナダ現地法人設立。
- 2005年 - スイス現地法人設立。
- 2006年 - メキシコ現地法人設立。
- 2009年
  - 品質評価施設「クオリティ・ラボ」設立。
  - 資本・業務提携を行う第三者割当て増資により、総額約45億円を引き受け、ジャストシステムの発行済み株式の約44％を取得し、持分法適用会社とする[10][11]。
- 2011年
  - ブラジル現地法人設立。
  - インド現地法人設立。
- 2013年 - インドネシア現地法人設立。
- 2014年 - ベトナム現地法人設立。
- 2016年 - フィリピン現地法人設立。
- 2022年 - 東京証券取引所の市場区分の見直しにより、東京証券取引所市場第一部からプライム市場に移行。

## 主な商品
- 光電・近接・レーザセンサ／ライトカーテン
- 流量・圧力センサ／温度制御
- 変位センサ／寸法測定器
- 画像センサ／画像処理装置
- 静電気対策機器／クリーン機器
- レーザーマーカ／インクジェット／3Dプリンタ
- PLC／ACサーボ
- タッチパネル／FAデータ収集機器
- 電子計測器／レコーダ
- 顕微鏡（デジタルマイクロスコープ）・SEM／表面形状解析
- バーコード・2次元コード／RFID
- 3Dスキャニング

## 組織

### 事業部制
事業部制をとっており9つの事業部で構成されている。
- センサ事業部
- 制御システム事業部
- アプリセンサ事業部
- 精密測定事業部
- マイクロスコープ事業部
- メトロロジ事業部
- 自動認識事業部
- マーキング事業部
- 画像システム事業部

### 国内営業所
東日本エリア:
盛岡、仙台、郡山、宇都宮、高崎、熊谷、浦和、水戸、柏、幕張、神田、東京、立川、八王子、横浜、海老名、松本、静岡、浜松
西日本エリア:
豊田、刈谷、名古屋、一宮、津、富山、金沢、滋賀、京都、大阪北、大阪中央、神戸、岡山、高松、広島、北九州、福岡、熊本

## 子会社・関連会社

### 連結子会社
- キーエンスエンジニアリング株式会社
- 株式会社アピステ
- 株式会社エスコ（吸収合併）
- 株式会社イプロス
- キーエンスソフトウェア株式会社
- KEYENCE CORPORATION OF AMERICA （アメリカ）
- KEYENCE (CHINA) CO., LTD.（中国）
- KEYENCE DEUTSCHLAND GmbH（ドイツ）
- KEYENCE FRANCE SAS（フランス）
- KEYENCE（UK）LIMITED （イギリス）
- KEYENCE ITALIA S.p.A.（イタリア）
- KEYENCE CANADA INC.（カナダ）
- KEYENCE MEXICO,S.A.DE C.V（メキシコ）
- KEYENCE INTERNATIONAL (BELGIUM) NV/SA（ベルギー）
- KEYENCE TAIWAN CO., LTD. （台湾）
- KEYENCE (THAILAND) CO., LTD.（タイ）
- KEYENCE (MALAYSIA) SDN BHD（マレーシア）
- KEYENCE (HONG KONG) Co.,LIMITED （香港）
- KEYENCE SINGAPORE PTE LTD.（シンガポール）
- KEYENCE INDIA PRIVATE LIMITED（インド）
- KEYENCE BRASIL（ブラジル）
- KOREA KEYENCE CO., LTD.（韓国）
- PT.KEYENCE INDONESIA（インドネシア）
- KEYENCE VIETNAM CO., LTD.（ベトナム）
- KEYENCE PHILIPPINES INC.（フィリピン）

### 持分法適用関連会社
- 株式会社ジャストシステム[10][11]

## 代理店

### 上場している代理店
- 西川計測株式会社[13]
- 日本プリメックス株式会社[13]